# 10-es számú Országos Kéktúra szakasz

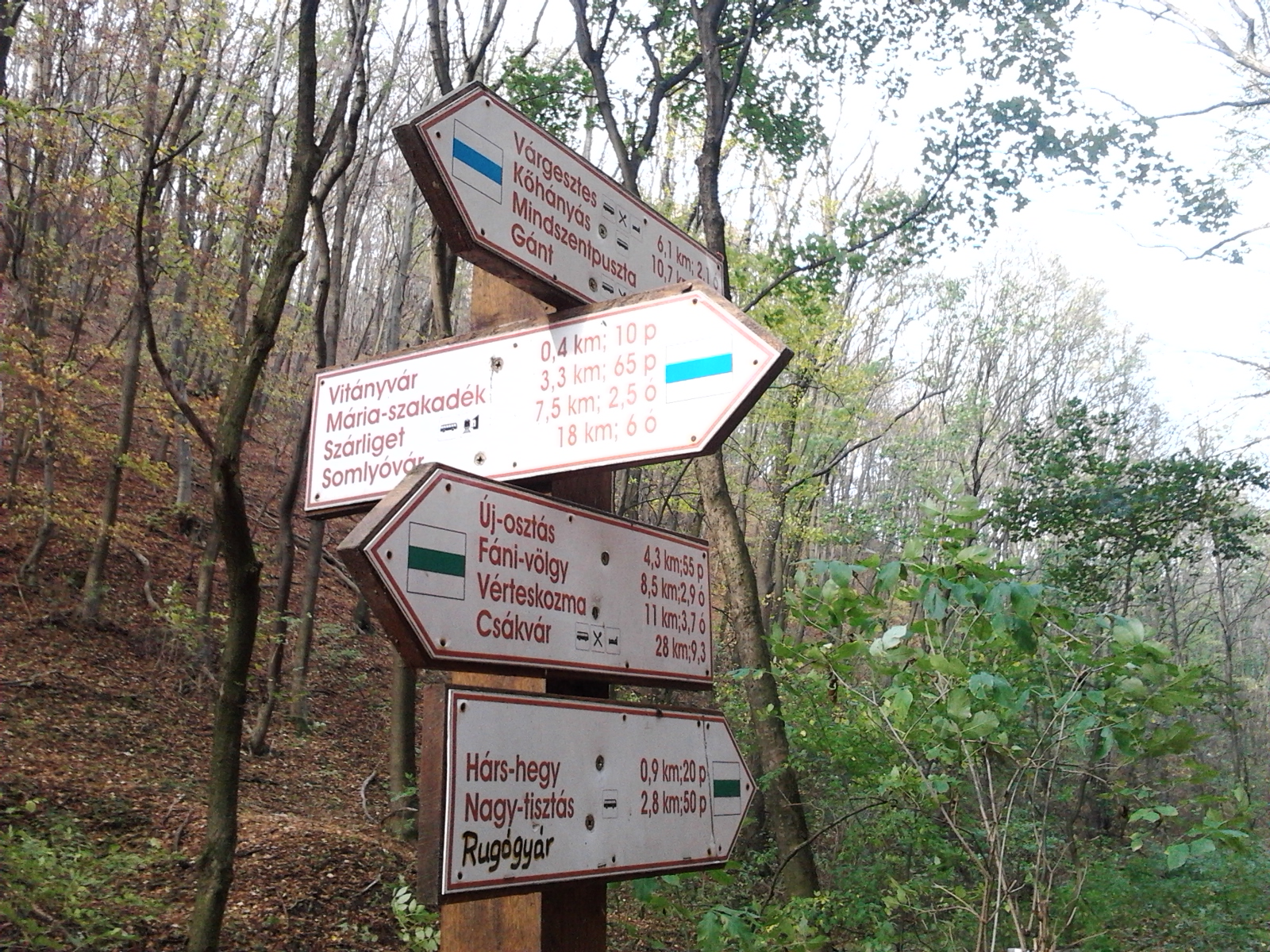
Turistajelzés a Vitányvár aljában

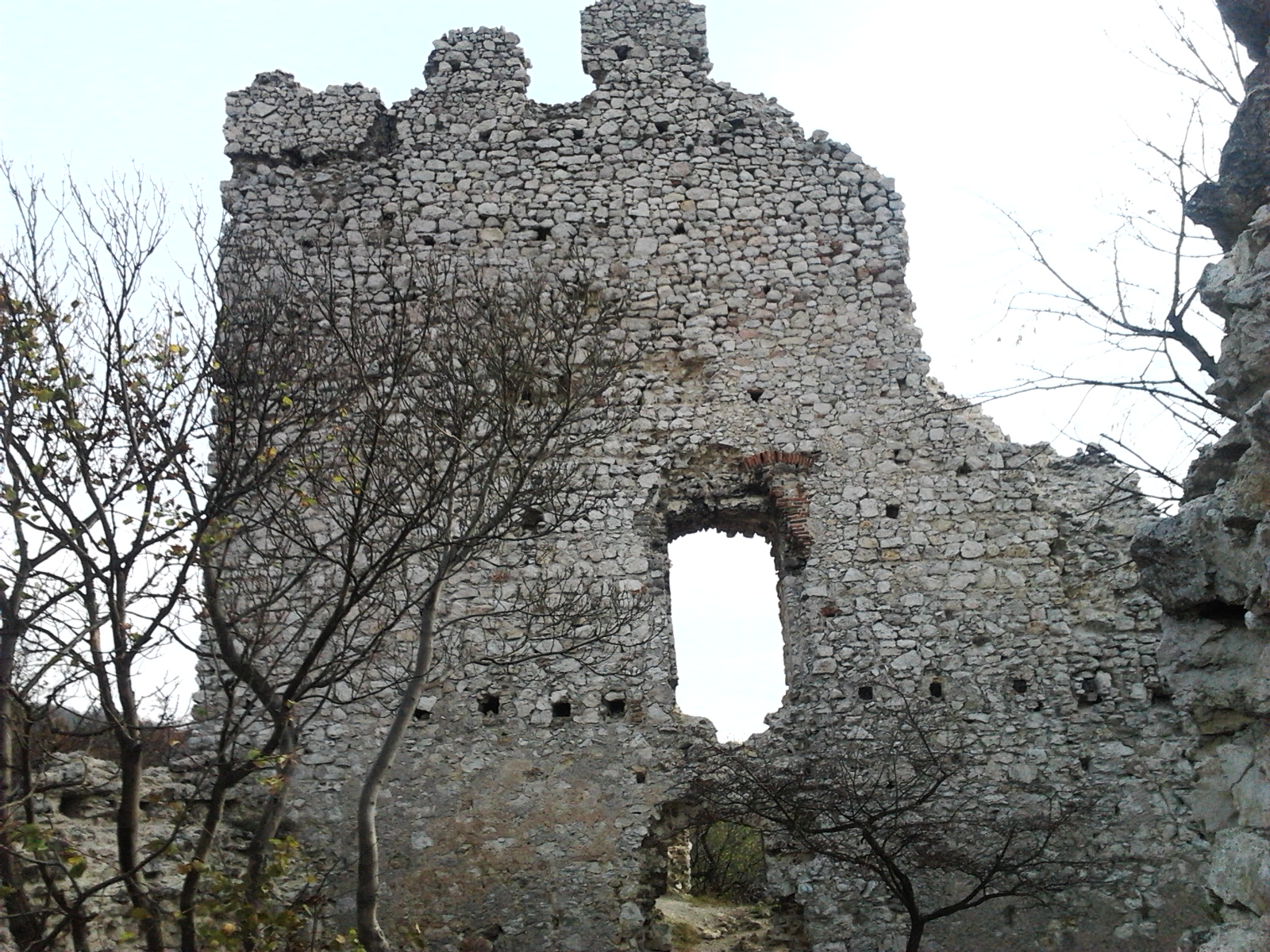
A Vitányvár

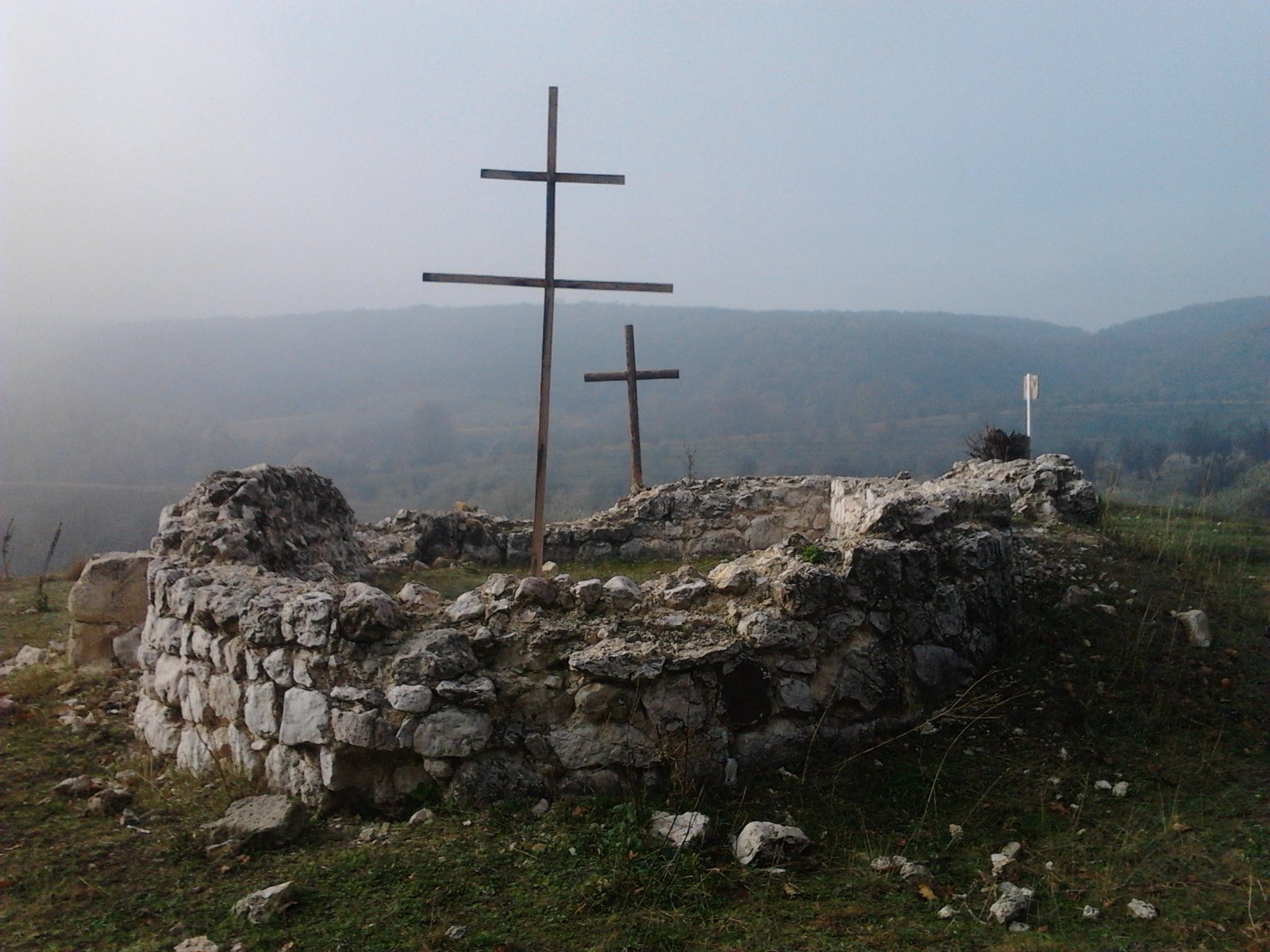
Csákányosegyháza egykori kápolnájának maradványai

A 10-es számú Országos Kéktúra szakasz az Országos Kéktúra egyik szakasza a Vértesben, Bodajk–, Hochburg–Lamberg-kastélytól Szárligetig. 49,7 km hosszan fut a hegységben, 1322 méteres emelkedéssel, illetve 1235 méteres süllyedéssel.

## Érintett települések
A túraszakasz a következő települések közigazgatási területét érinti:
- Bodajk
- Söréd[3]
- Csókakő
- Gánt
- Várgesztes
- Szárliget

## Pecsételőhelyek
- Bodajk
- Csókakő
- Gánt
- Mindszentpuszta
- Kőhányás
- Várgesztes
- Szárliget